# .me
.me — национальный домен верхнего уровня для Черногории. Происходит от слова Montenegro — итальянского названия Черногории.
Регистрация была открыта 17 июля 2008 года в 15:00 UTC.

## История
Новый домен был выделен Черногории 24 сентября 2007 года после того, как в 2006 страна отделилась от Сербии, в связи с чем домен .yu устарел.
6 мая 2008 года стал доступен для регистрации доменов, чьи названия представляют собой зарегистрированные торговые марки, а открытая регистрация началась с 16 июля 2008 года. В день, когда домен стал доступен для регистрации, было зарегистрировано 20 000 доменных имён в зоне .me.
Так как название домена совпадает с английским словом me (которое можно перевести как «мне», «меня», «я»), домен является весьма популярным. Поэтому были зарегистрированы такие адреса сайтов, как about.me («про меня»), present.me («покажи мне»), keep4.me («сохрани для меня»), eyesfor.me («глаза для меня»), despicable.me (по названию анимационного фильма «Гадкий я» (англ. Despicable Me) и др.